# أحمد سالم ولد سيدي
أحمد سالم ولد سيدي (المذرذرة 1939 م - 26 مارس 1981 م) عسكري وسياسي موريتاني ينحدر من أسرة أهل محمد لحبيب وهي أسرة إمارة الترارزة التي كانت تسيطر على منطقة اترارزه قبل استقال موريتانيا، والده هو سيدي ولد محمد فال وعمه أحمد ولد الديد وابن عمه هو السياسي محمد فال ولد عمير. وهو والد مفوض حقوق الإنسان والعمل الإنساني والعلاقات مع المجتمع المدني في الحكومة الموريتانية الشيخ أحمدو ولد أحمد سالم ولد سيدي.

أعدم صباح يوم 18 مارس 1981 رفقة اثنين من زملائه على خلفية انقلابهم الفاشل قبل ذلك بيومين على نظام الرئيس الموريتاني الأسبق محمد خونة ولد هيداله، بعد إدانته في محاكمة عسكرية سريعة.

بدأ مشواره الدراسي من ابتدائية المذرذرة بعدها تابع دارسته في إعدادية روصو وثانويتها ليحصل على الباكلوريا.

## الجيش
مع حصول موريتانيا على الاستقلال وصدور المرسوم الرئاسي المنشئ للجيش الموريتاني اختار أحمد سالم في 15 نوفمبر 1961  الولوج إلى الجيش الموريتاني الوليد حيث حصل على تكوين svdu في مدرسة سان سير ليتخرج منها كأول موريتاني برتبة ملازم بعدها عاد إلى الوطن ليتولى العديد من المناصب الإدارية والقيادية في الجيش, حيث تمت ترقيته في السنوات التالية ليصبح سنة 1976 م تزامنا مع اشتعال مايعرف بحرب الصحراء مقدم.

## حياته السياسية
بدأت حياته السياسية غداة الانقلاب الأبيض الذي قادته مجموعة من ضباط المؤسسة العسكرية في 10 يوليو 1978 م على الرئيس المختار ولد داداه (ضباط الشمال أساسا),ورغم أنه لم يكن من المشاركين فيه إلا انه عين في منصب وزير التجهيز والنقل كحل وسطي واسترضاء لأحد اقطاب اللجنة الوطنية للإنقاذ الوطني (Comité militaire de redressement national)، والتي كان يقودها العقيد احمد ولد بوسيف والداعي إلى ضرورة اشراك الجميع سواء كانوا ضمن المجموعة المنقلبة ام لم يكونوا.
عرفت الشهور اللاحقة بعد الانقلاب تجاذبات سياسية وخلافات شديدة تمخض عنها مايعرف بانقلاب 06 أبريل 1979 م حيث عززت بموجبه مجموعة العقيد بوسيف نفوذها على حساب مجموعة 10 يوليو التي هي من اطاح بنظام ولد داداه، وبموجب ذلك تشكلت اللجنة العسكرية للخلاص الوطني، وأصبح بوسيف نائبا لرئيس الوزراء وأحمد سالم ولد سيدي النائب الثاني، بعد أقل من شهر وفي 27 مايو 1979 م سقطت طائرة بوسيف على شواطئ داكار في حادث غامض  لم تتضح ملابساتها لحد الآن، حيث انتهزت مجموعة 10 يوليو الفرصة وعززت موقفها وتقلد العقيد ولد هيدالة رئاسة الحكومة وبالمقابل احتفظت المجموعة الأخرى برئاسة الدولة حيث تولى محمد محمود ولد لولي مقاليد السلطة، من أبرز الأحداث التي شارك المقدم أحمد سالم ولد سيدي في صناعتها في هذه الفترة هي قيادته للمفاوضات مع جبهة البوليساريو التي انتهت بتوقيع اتفاقية الجزائر 05 أغسطس 1979 م، والتي تتضم بندا سريا حيث اقرت موريتانيا بحق جبهة البوليساريو في تيرس الغربية أو مايسمى بواد الذهب.